# Julen Urbano
Pour les articles homonymes, voir Urbano.
Urbano  Aretxabala est un nom espagnol. Le premier nom de famille, en général paternel, est Urbano ; le second, en général maternel, souvent omis, est Aretxabala.
Julen Urbano Aretxabala (né le 30 juin 1980, à Barakaldo) est un coureur cycliste espagnol, actif dans les années 1990 et 2000. Il évolue au niveau professionnel en 2004 au sein de l'équipe Cafés Baqué.

## Palmarès
- 1998
  - 3e de la Gipuzkoa Klasika
- 2000
  - 3e du Mémorial Sabin Foruria
- 2001
  - Clásica San Roquillo
  - 3e du Xanisteban Saria
- 2002
  - Lazkaoko Proba
  - 2e du Tour de la Bidassoa
- 2003
  - 2e de l'Aiztondo Klasika
  - 2e du Circuito Lasarte-Oria
  - 3e de la Cursa Ciclista del Llobregat
  - 3e du Premio Nuestra Señora de Oro
  - 3e du San Roman Saria